# International Railway of Maine
Die International Railway of Maine war eine Eisenbahngesellschaft in Maine (Vereinigte Staaten). Die 232,7 Kilometer lange Strecke verlief von der kanadischen Grenze bei Mégantic nach Mattawamkeag. Sie verband die beiden Streckennetze der Canadian Pacific Railway (CPR) in den britischen Kolonien Kanada und Neubraunschweig. Mit dem Schließen dieser letzten Lücke zwischen Pazifik und Atlantik wurde die CPR eine transkontinentale Eisenbahn.
Ursprünglich von der Penobscot and Lake Megantic Railroad geplant, wurde die noch nicht gebaute Strecke 1881 von der International Railway of Maine übernommen, die am 2. November 1886, nach Betriebseröffnung des ersten Teilstücks in den USA, selbst von der Atlantic and North West Railway gekauft wurde. Nur wenige Wochen später, am 6. Dezember 1886, übernahm die CPR das Streckennetz. Heute ist die Verbindung Teil des Netzes der Central Maine and Quebec Railway.